# Cuges-les-Pins
Cuges-les-Pins é uma comuna francesa na região administrativa da Provença-Alpes-Costa Azul, no departamento de Bouches-du-Rhône. Estende-se por uma área de 38,81 km². Em 2010 a comuna tinha 5 201 habitantes (densidade: 134 hab./km²).